# Nagaland

Distritos de Nagaland.

Nagaland es un estado de la República de la India. Su capital es Kohima. Está ubicado al este del país, limitando al norte con Assam, al este con Birmania y al sur con Manipur. Con unos 2 000 000 de habitantes en 2011 es el quinto estado menos poblado del país —por delante de Goa, Arunachal Pradesh, Mizoram y Sikkim, el menos poblado—, con 16 600 km², el cuarto estado menos extenso —por delante de Tripura, Sikkim y Goa, el menos extenso—  y con 119 hab/km², el quinto menos densamente poblado, por delante de Sikkim, Jammu y Cachemira, Mizoram y Arunachal Pradesh, el menos densamente poblado.

## Etimología
El origen de la palabra «naga» no está claro. Históricamente, el pueblo naga actual ha recibido diversos nombres, como «noga» o «naka» por los habitantes del reino ahom, en lo que hoy se considera Assam, que significa «desnudo», «hao» por los meitei del valle de Imphal y «nakas» o «naga» por los birmanos de lo que hoy se considera Myanmar, que significa «gente con pendientes», mientras que otros sugieren que significa narices perforadas. Con el tiempo, Nakanchi o Naganchi se convirtió en un endónimo para la región. En los últimos años, algunos activistas culturales han pedido que el estado cambie su nombre a Naganchi.
Antes de la llegada del colonialismo europeo al sur de Asia, se produjeron numerosas guerras, persecuciones e incursiones desde Birmania contra los nagas, meitei y otros pueblos del noreste de la India. Los invasores llegaron para cazar cabezas y buscar riquezas y cautivos de estas tribus y grupos étnicos. Cuando los británicos preguntaron a los guías birmanos sobre la gente que vivía en el norte del Himalaya, les respondieron «Naka». Este término se registró como «Naga» y se ha utilizado desde entonces.

## Historia
En 1832 una parte del territorio fue tomado por los británicos. En 1881 los británicos tomaron el sudoeste del país Naga que fue declarado distrito británico con capital en Kohima. El resto del territorio permaneció de facto independiente, pero en la esfera de intereses británica y se mantuvo así hasta 1947.
En junio de 1947, un acuerdo con los británicos estableció la posibilidad de la independencia de los nagas tras un periodo transitorio de diez años. El 14 de agosto de 1947, los nagas declararon la independencia ante la seguridad de que la asamblea de India no iba a respetar el acuerdo con los británicos. 
El 24 de enero de 1950, el Consejo Nacional Naga, que controlaba la zona, informó al gobierno de la India, la ONU y embajadores extranjeros que no se aceptaba la constitución india; sin embargo, la India asumió el control del país. 
Las elecciones al parlamento indio de febrero de 1952 fueron boicoteadas por los nagas (ni un solo miembro de esta etnia fue a votar). Se inició un movimiento de desobediencia civil, rechazándose el pago de impuesto y boicoteando las dependencias del gobierno y las escuelas. India respondió con una fuerte represión policial. Finalmente, tras fuertes enfrentamientos, un acuerdo entre el gobierno y las fuerzas independentistas permitió la creación del estado de Nagaland el 1 de diciembre de 1963.
En 1980 se fundó la guerrilla del NSCN pero ocho años después esta se dividió en el NSCN-K, que opera al norte del Estado, y el NSCN-IM, más implantado en el sur, con unos 4500 efectivos y un fuerte componente de fundamentalismo cristiano. En conflicto ha costado la vida de más de 2000 personas.

## Población
Según datos del censo del año 2001, Nagaland tenía 1 988 636 habitantes. Cerca del 84 % de esta población pertenece a las 16 tribus naga, un grupo étnico de origen indo-mongoloide. 
Además, en el estado hay cerca de 220 000 asameses y 14 000 bengalíes de religión musulmana.
Más del 85 % de la población es de religión cristiana, sobre todo bautistas. Esta herencia cristiana la comparte con la mayoría de los estados vecinos como Mizoram o Meghalaya así como por una importante mayoría del estado de Manipur. 

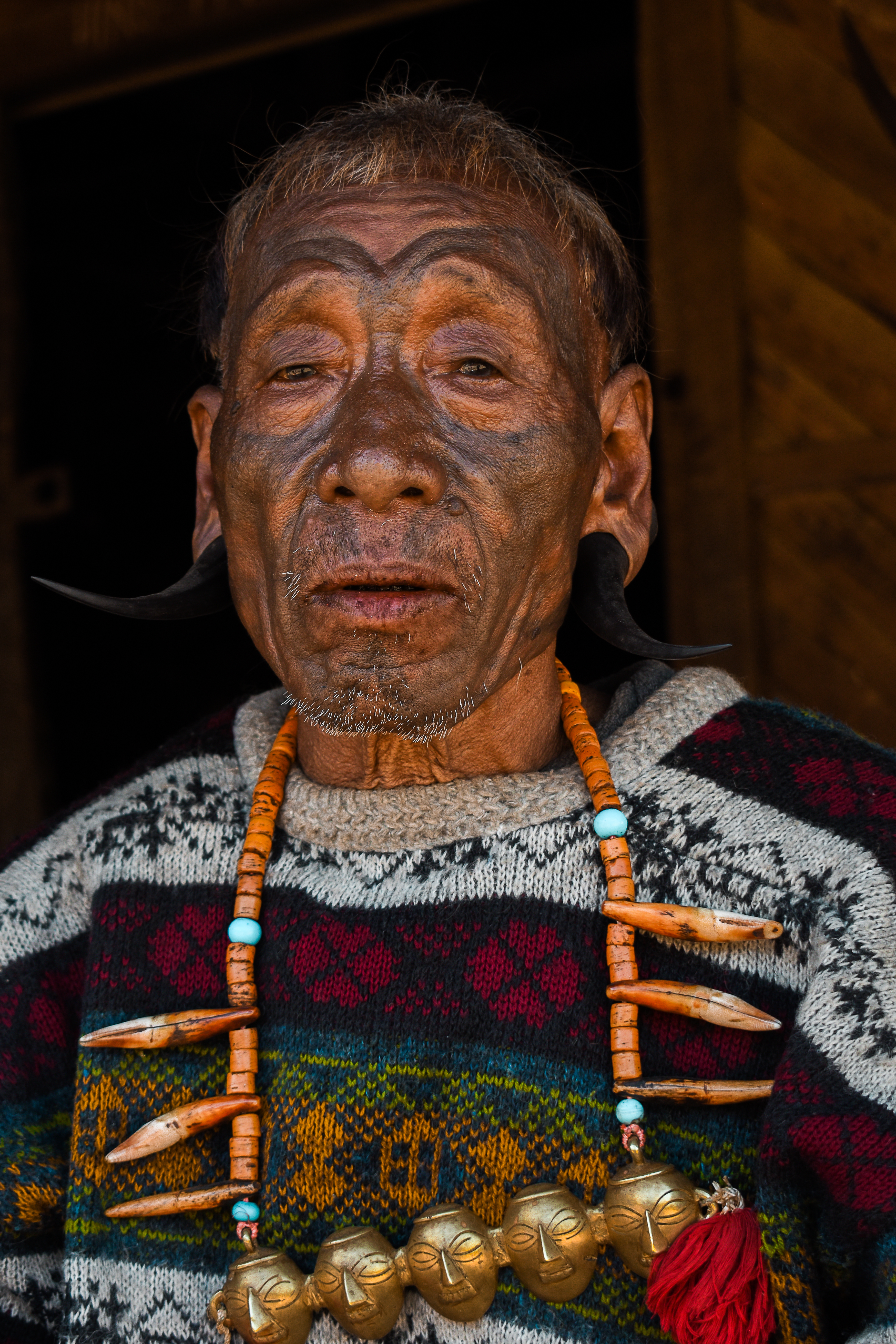
Un cazatalentos en longwa village, nagaland.

Sin embargo, la religión es un factor diferencial con el resto del país, de mayoría hinduista.
| Distritos  | Población |
| ---------- | --------- |
| Dimapur    | 107 382   |
| Kohima     | 78 584    |
| Wokha      | 37 696    |
| Mokokchung | 31 204    |
| Tuensang   | 29 654    |
| Zunheboto  | 22 809    |

## Hechos y cifras
- Grupos étnicos: 
  - Naga (16 tribus): 83,6 %
  - Assameses: 11,5 %
  - Chinos: 2,5 %
  - Bengalíes: 0,8 %
  - otros: 1,6 %

- Religiones:
  - Cristianismo: 87,5 % (Bautistas aproximadamente 60 %)
  - Hinduismo: 10,1 %
  - Islamismo: 1,7 %